# Bacon-Zahl
Die Bacon-Zahl oder auch Kevin-Bacon-Zahl (KBZ) ist die Länge der kürzesten Kette von Schauspielern, die gemeinsam in einem Film spielen, zu Kevin Bacon. Sie stellt eine Veranschaulichung des von Stanley Milgram entdeckten Kleine-Welt-Phänomens (small world phenomenon) dar. In Anlehnung an die Theorie der Six Degrees of Separation spricht man auch von den Six Degrees of Kevin Bacon.

## Berechnung
Kevin Bacon selbst hat die Bacon-Zahl 0. Jeder Schauspieler, der mit ihm in einem Film mitgespielt hat, hat die Bacon-Zahl 1. Ein Schauspieler, der mit einem dieser Schauspieler einen Film gedreht hat, jedoch nicht mit Kevin Bacon, hat die Bacon-Zahl 2 usw.
Beispiel: Elvis Presley war zusammen mit Ed Asner im Film Change of habit (1969) zu sehen. Asner spielte zusammen mit Kevin Bacon im Film JFK (1991) mit, daher hat er die Bacon-Zahl 1. Elvis Presley spielte in keinem Film mit Kevin Bacon mit, daher hat er die Bacon-Zahl 2.
Die Idee nach der Suche der kürzesten Kette von Schauspielern zu Kevin Bacon geht vermutlich auf Craig Fass, Brian Turtle und Mike Ginelli zurück, sie wurde durch deren Auftritt im Januar 1994 bei Jon Stewarts The Jon Stewart Show popularisiert sowie durch ihr Buch von 1996.

## Mathematische Definition und Folgerungen
Sei S die Menge aller Film-Schauspieler und {\displaystyle R\subseteq S\times S} die symmetrische Relation, definiert durch: {\displaystyle (s_{1},s_{2})\in R} genau dann, wenn es einen Film gibt, in dem sowohl {\displaystyle s_{1}} als auch {\displaystyle s_{2}} mitspielten. Dann bildet {\displaystyle (S,R)} einen ungerichteten Graphen G. Die Bacon-Zahl eines Schauspielers {\displaystyle s\in S} ist nun definiert als der kürzeste Abstand von s zu Kevin Bacon in G.
Da die Mengen S und R im Laufe der Zeit immer größer werden (es kommen neue Elemente hinzu, nie wird aber ein bereits vorhandenes Element verschwinden), kann sich die Bacon-Zahl eines Schauspielers im Laufe der Zeit noch weiter verringern (nie aber vergrößern). Dies ist sogar noch nach dem Tod des entsprechenden Schauspielers (oder auch Kevin Bacons) möglich.
Die Relation R ist bereits symmetrisch und reflexiv (sofern man nur Schauspieler betrachtet, die schon einmal in einem Film mitspielten). Um eine Äquivalenzrelation zu sein, fehlt also nur noch die Transitivität. Betrachtet man die transitive Hülle von R, so ist diese also eine Äquivalenzrelation. Genau die Schauspieler, die dort mit Kevin Bacon in einer Äquivalenzklasse liegen, haben eine endliche Bacon-Zahl.

## Sonstiges
Die größte KBZ ist laut The Oracle of Bacon at Virginia 8. In der Hall of Fame des Oracle of Bacon findet sich allerdings ein Bericht vom Dezember 2000, wonach ein gewisser Ashley King auf einen Schauspieler mit einer KBZ von 11, einen mit einer 10 und mehrere mit einer 9 gestoßen ist.
Die Bacon-Zahl gibt einen Hinweis auf das Kleine-Welt-Phänomen („Ich kenne jemanden, der kennt jemanden, der wieder jemanden kennt …“), welches über recht wenige Zwischenstationen von jedem beliebigen Menschen zu jedem anderen führt. Bei über 1,5 Millionen Schauspielern war die durchschnittliche KBZ im Oktober 2012 kleiner als 3.
Die Erdős-Zahl ist eine entsprechende Größe in der Mathematik, die eine Veröffentlichungsbeziehung zu Paul Erdős darstellt. In der Physik ist die Pauli-Zahl bekannt, die die Verbindung mit Wolfgang Pauli darstellt.